# Ermita de la Virgen de los Huertos

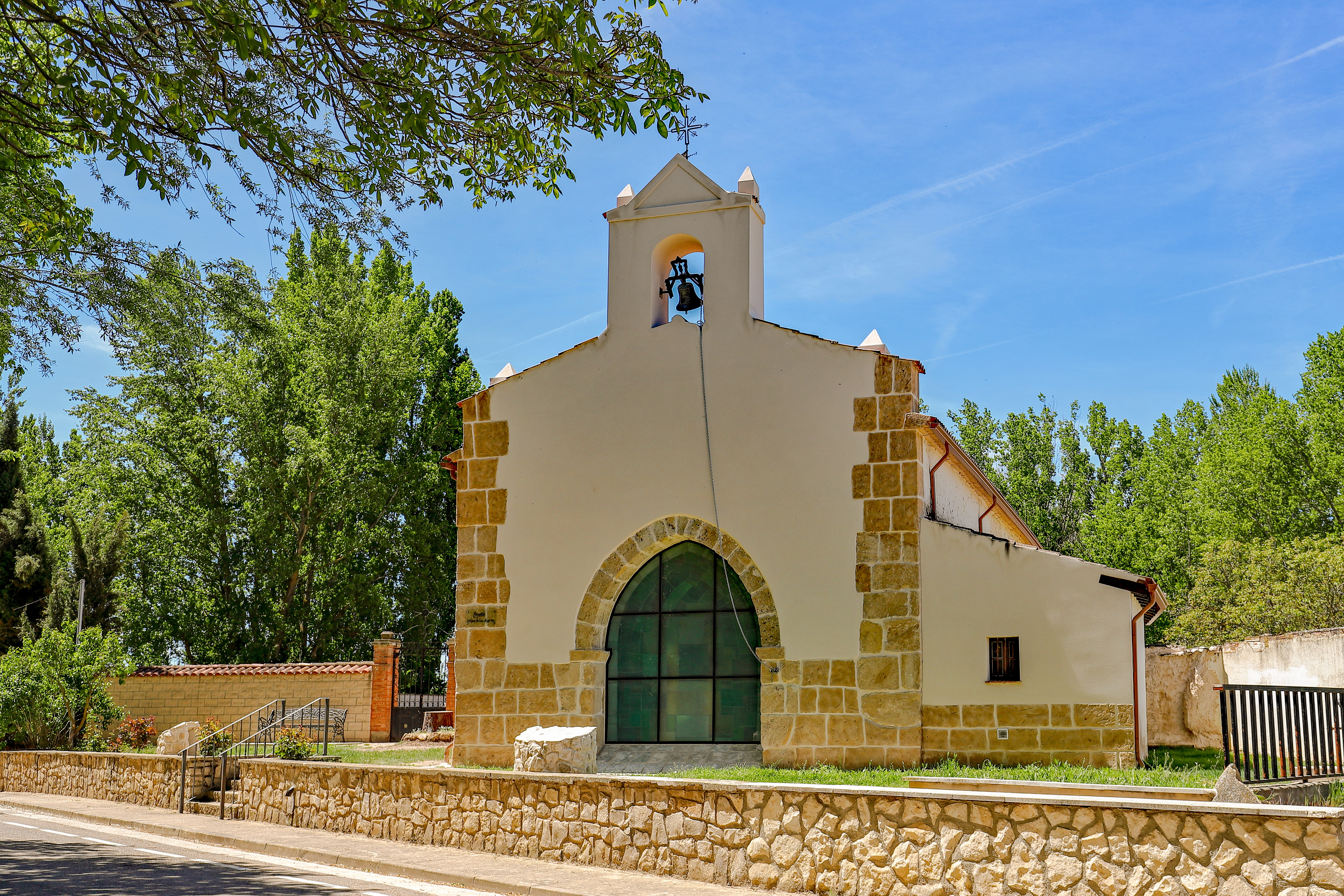
Ermita de Nuestra Señora de los Huertos (2019)

Die Einsiedelei der Virgen de los Huertos ist eine romanische Einsiedelei am Rande der Stadt Berlangas de Roa in der Provinz Burgos (Spanien).
Der romanische Eingangsbogen und das Bild der Virgen de los Huertos stammen aus dem 12. Jahrhundert. Arbeiten, die im Jahr 2015 durchgeführt wurden, um Feuchtigkeitsschäden zu beheben, brachten einen gotischen Bogen zum Vorschein. Der Glockengiebel wurde im 20. Jahrhundert hinzugefügt. Im Inneren befindet sich ein Chor. Im Februar 2010 wurde die Innenbeleuchtung erneuert, im Jahr 2016 das Glas der Fenster, im Jahr 2017 wurde die Fassade instand gesetzt.